# Валлонский язык

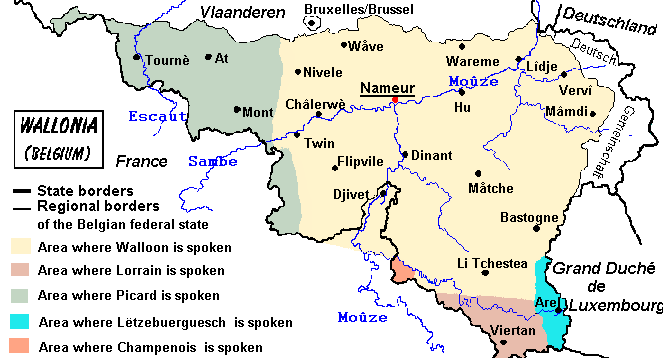
Лингвистическая карта Валлонии

Валло́нский язы́к — один из языков Бельгии.
Относится к языкам романской группы и распространён в Бельгии (регион Валлония), во Франции (в департаменте Арденны и различных деревнях в департаменте Нор) и в северо-восточной части американского штата Висконсин. Французским сообществом Бельгии он признан местным языком.
Имеется четыре диалекта, разработана литературная форма. Носителей языка обычно называют валлонцами, однако этот термин относится также к жителям Валлонии; предпочтительнее же употреблять термин валлонофоны (валлон. walon-cåzant), по аналогии с франкофонами.
Также валлонским иногда ошибочно называют бельгийский вариант французского языка.

## История
В лингвистическом смысле слово «валлон» начало употребляться не раньше XVI века. Тем не менее валлонская идентичность была четко сформирована ещё в Раннем Средневековье как идентичность романоязычной части Нидерландов, в противовес германоязычной. Примерно в 1600 году французская письменность стала доминирующей в Валлонии. С этого времени также восходит традиция текстов, написанных на языке, отмеченном следами разговорного валлонского.
Позднее неоднократно предпринимались попытки создать валлонский литературный стандарт. Так, поэт и писатель Шарль-Николя Симоно (фр. Charles-Nicolas Simonon) разработал валлонскую письменность, ориентированную на льежский диалект валлонского языка. Им были введены новые буквы, такие как ñ (символ, взятый из испанского алфавита и обозначающий мягкий звук n, замена французского gn), или ɹ (символ, обозначающий дифтонги, такие как on или ul). Однако такая система письма не прижилась.
Несмотря на многочисленные литературные памятники, в основном, анонимные в XVI веке и авторские с 1756 года, использование валлонского языка заметно сократилось после аннексии Валлонии Францией в 1795 году. В этот период французский язык окончательно утвердился в качестве языка делопроизводства и языка социальных лифтов в гораздо большей степени, чем это было раньше.
Тем не менее, уже после Наполеоновских войн, в XIX веке широко развивалась валлонская литература. В 1888 был написан первый исторический роман на валлонском языке — «Li Houlot» Дюдонне Сальма. Поэт Николя Дефрешо (фр. Nicolas Defrêcheux) в 1854 пишет свою песню «Leyîz m' plorer», ставшую впоследствии известной даже за пределами Бельгии. Поэт Шарль ду Вивьер де Стрель (фр. Charles Du Vivier de Streel), автор знаменитой песни «Li pantalon trawé», обогатил валлонский язык множеством неологизмов.

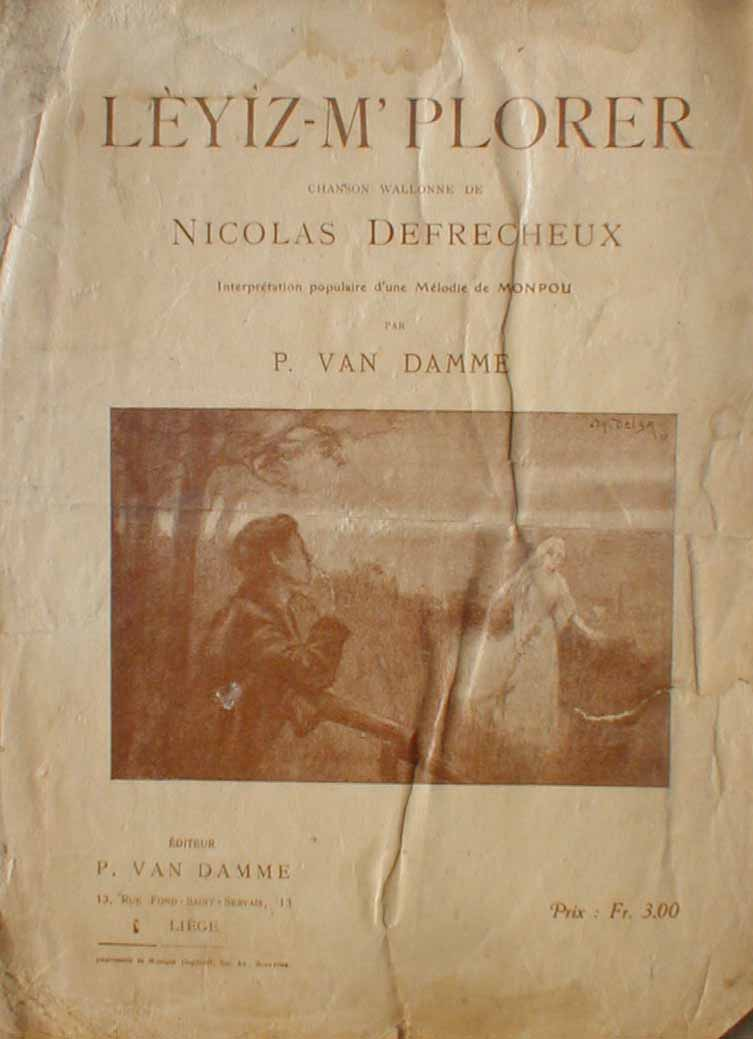

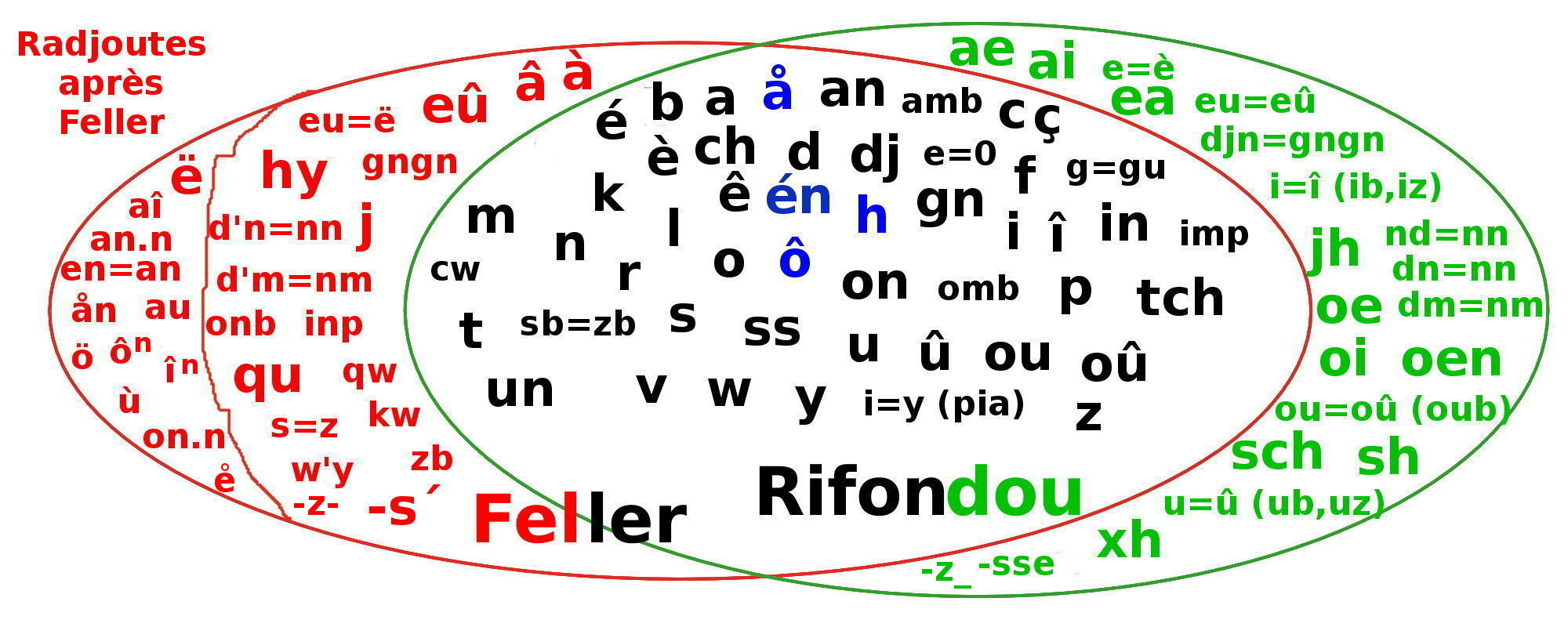
Сравнение системы Феллера и современной валлонской письменности

Более того, в XIX веке валлонский язык распространяется за пределы Бельгии: в США массовая миграция валлонов началась приблизительно в 1810-х и закончилась в 1850-х. В штате Висконсин, в округе Дор до сих пор расположены районы компактного проживания потомков валлонских переселенцев. Стоит заметить, что в США валлонский язык претерпел некоторые изменения (например, появились англицизмы, такие как «cåler» от слова «to call»).
В 1901 году Жюлем Феллером (фр. Jules Feller) была предложена универсальная система письма, которая использовалась на протяжении всего XX века. Целью этой системы Феллера была транскрипция различных акцентов и говоров. Феллер ввёл в валлонский алфавит букву å; также он заменил французские ch и g на tch и dj.
Однако примерно в это же время валлонскому языку был нанесён очередной удар: после Первой мировой войны государственные школы предоставляли франкоязычное образование всем детям, что привело к очернению валлонского языка, особенно когда в 1952 году были изданы официальные приказы о наказании за его использование в школах. И только 1990 году валлонский был признан региональным языком и в том же году была установлена общая орфография (валл. Rifondou walon), что позволило создавать крупномасштабные валлоноязычные проекты, такие как Валлонская Википедия в 2003 году.

## Современное положение

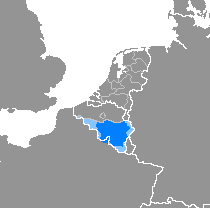
Карта распространения валлонского языка

Официального статуса не имеет, но в 1990 году был признан местным языком.
В настоящее время валлонским языком владеют около шестисот тысяч человек, хотя в начале XX века на валлонском говорило 90 % населения Валлонии (более четырёх миллионов человек). К настоящему времени валлонский язык во многом вытеснен французским, который имеет статус официального языка Бельгии, используется в образовании, прессе и т. д. Тем не менее, в последние годы в Валлонии наблюдается некоторое возрождение интереса к валлонскому языку.

## Лингвистические черты

### Фонетика и фонология
|               |                   | Губные | Зубные/ Альвеолярные | Постальвеолярные | Палатальные | Велярные | Увулярные | Гортанная смычка |
| ------------- | ----------------- | ------ | -------------------- | ---------------- | ----------- | -------- | --------- | ---------------- |
| Носовые       | Носовые           | m      | n                    |                  | ɲ           | ŋ        |           |                  |
| Дрожащие      | Дрожащие          |        | r                    |                  |             |          | ʀ         |                  |
| Взрывные      | глухие            | p      | t                    |                  |             | k        |           |                  |
| Взрывные      | звонкие           | b      | d                    |                  |             | ɡ        |           |                  |
| Фрикативные   | глухие            | f      | s                    | ʃ                | ç           |          | χ         | h                |
| Фрикативные   | звонкие           | v      | z                    | ʒ                |             |          |           |                  |
| Аффрикаты     | глухие            |        |                      | t͡ʃ               |             |          |           |                  |
| Аффрикаты     | звонкие           |        |                      | d͡ʒ               |             |          |           |                  |
| Аппроксиманты | нелабиализованные |        | l                    |                  | j           |          |           |                  |
| Аппроксиманты | лабиализованные   |        |                      |                  | ɥ           | w        |           |                  |

|                       | Передний ряд      | Передний ряд      | Передний ряд    | Передний ряд    | Передний ряд    | Передний ряд | Средний ряд | Задний ряд | Задний ряд | Задний ряд |
| нелабиализованные     | нелабиализованные | нелабиализованные | лабиализованные | лабиализованные | лабиализованные |              | Средний ряд | Задний ряд | Задний ряд | Задний ряд |
| неносовые             | долгие            | носовые           | неносовые       | долгие          | носовые         | неносовые    | Средний ряд | долгие     | носовые    |            |
| --------------------- | ----------------- | ----------------- | --------------- | --------------- | --------------- | ------------ | ----------- | ---------- | ---------- | ---------- |
| Верхний подъём        | ɪ i               | iː                | ĩ               | ʏ y             | yː              |              |             | ʊ u        | ʊː uː      |            |
| Средне-верхний подъём | e                 | eː                | ẽ               | ø               | øː              |              | ə           |            | oː         |            |
| Средне-нижний подъём  | ɛ                 | ɛː                | ɛ̃               | œ               | œː              | œ̃            |             | ɔ          | ɔː         | ɔ̃          |
| Нижний подъём         | a                 |                   |                 |                 |                 |              |             |            | ɑː         | ɑ̃          |

### Морфология
Валлонское спряжение отличается от французского в разных областях.

#### Правило единственного закончательного согласного
Правило единственного закончательного согласного влияет на валлонское спряжение. Когда в единственном числе настоящего времени на конце слова есть два или три согласных, валлонский следует трём разным правилам:
| Правило                              | Модель                          | Льежский валлонский                    | Объединённый валлонский |
| ------------------------------------ | ------------------------------- | -------------------------------------- | ----------------------- |
| Удаление одного из согласных         | wårder (фр. garder) : сохранить | dji wåde [wɔːt] (фр. je garde)         | dji wåde [wɔːt]         |
| Добавление гласного между согласными | poirter (фр. porter) : нести    | dji pwète [pwɛt] (фр. je porte)        | dji poite [pwat]        |
| Добавление гласного между согласными | souffler (фр. souffler) : дуть  | dji sofèle [sɔ.ˈfɛl] (фр. je souffle)  | dji shofele [ʃɔ.ˈfɛl]   |
| Добавление суффикса êye (ээй)        | intrer (фр. entrer) : входить   | dj'inteûre [ɛ̃ː.ˈtøːʀ] (фр. j'entre)    | dj' intere [ɛ̃ː.ˈteːʀ]   |
| Добавление суффикса êye (ээй)        | atchter (фр. acheter) : купить  | dj'atch'têye [aʧ.ˈtɛːj] (фр. j'achète) | dj' atchtêye [aʧ.ˈtɛːj] |

### Лексика
Валлонский — романский язык, но в нём также заметно кельтское и германское влияние. Словарный запас языка на 90 % состоит из слов латинского происхождения, на 9 % — из германских слов и на 1 % — из кельтских слов. В валлонском языке достаточно заимствований из испанского, французского, нидерландского и немецкого языков, а также малых языков Франции и Бельгии, таких как пикардский и лимбургский.

## Валлонская Википедия
Существует раздел Википедии на Валлонском языке («Валлонская Википедия»), первая правка в нём была сделана в 2003 году. По состоянию на 13:46 (UTC) 15 июля 2025 года раздел содержит 12 670 статей (общее число страниц — 30 319); в нём зарегистрировано 26 784 участника, 4 из них имеют статус администратора; 39 участников совершили какие-либо действия за последние 30 дней; общее число правок за время существования раздела составляет 416 511.